# Gracen alközség
Gracen alközség Albánia középső részén, a Shpat-hegység nyugati részén, Elbasantól légvonalban 11, közúton 21 kilométerre északnyugati irányban. Elbasan megyén belül Elbasan község része, központja Gracen. További települései Bodin (Bodina), Dopaj, Gjorma, Mamël, Pajenga, Plangarica, Shëngjin (Shingjin) és Tërbaç. A 2011-es népszámlálás alapján Gracen alközség népessége 2192 fő.

## Fekvése
Az alközség területének nagy része a Krrabai-hegység középhegységi vonulataihoz tartozik, legmagasabb pontjai a Kulla e Gracenit (’Graceni-torony’, 932 m) és Mamëlnál a Gur i Kalorit (’Lovas-szikla’, 896 m). Nyugat és délnyugat felé már a Pezai-dombvidék alacsonyabb térszínformái határozzák meg a tájat, amelyekből csak néhány rög emelkedik ki (pl. Mal Shëmetri, 603 m). A Shkumbin jobb oldali mellékvizei közül a Kusha és a Zall i Papërit (’Papëri-kavicsos’) forrásvidéke. Az alközség területét Gracen és Pajenga között, a Kulla e Gracenitnál szeli át az SH3-as tirana–elbasan–pogradec–korçai főút.

## Nevezetességei
A Shkumbin-völgyét végigkísérő, késő római kori castrumok közül kettő romja is fennmaradt az alközség területén: az egyik a Kulla e Gracenit tetején, a másik pedig Bodinánál. További jelentős műemlék a 17. századi mamëli görögkeleti templom romja.